# Maravenne
Le Maravenne est un petit fleuve côtier du Var, de 12,7 km de longueur et dont tout le cours se situe presque entièrement sur la commune de La Londe-les-Maures.

## Géographie
De 12,7 km de longueur, il prend sa source aux flancs de Pertuade (512 m), à proximité du col de Babaou, aux limites de Bormes-les-Mimosas et de Collobrières, à 330 m d'altitude, dans le vallon de la Gayouflière. Rapidement de nombreux ruisseaux viennent l’alimenter (Raies de Rey, de Nau, de Rigaud, de Murène, etc.).
Il traverse le golf de Valcros, où il alimente deux étangs artificiels destinés à l’arrosage, puis le hameau résidentiel de Valcros qui a été construit sur ses berges.  Au sortir de Valcros, il  côtoie l’étang (lac) des Pesquiers, reçoit le ru de Tamary (7,9 km), puis il déroule  sa vallée jusqu’au hameau des Bormettes où le rejoint son principal affluent, le Pansard (14 km)(rive droite). Il se jette dans la mer entre le port Miramar et la plage de l’Argentière. La dernière partie de son cours est aménagée en port de plaisance.

### Bassin versant
Le Maravenne traverse une seule zone hydrographique  Côtiers du Gapeau au cap Bénat de 114 km2.

## Affluents
Le Maravenne compte trois affluents référencés.
- le Vallon du Jus du Péou ou Raie de Murenne (rg) 2,6 km sur la seule commune de La Londe-les-Maures avec trois affluents :
  - la Raie de Rigaud (rd) 1,2 km sur la seule commune de La Londe-les-Maures.
  - la Raie du Rey (rd) 2,2 km sur la seule commune de La Londe-les-Maures.
  - la Raie de Rougne (rg) 2,7 km sur la seule commune de La Londe-les-Maures.
- le Vallon de Tanary (rd) 7,9 km sur la seule commune de La Londe-les-Maures qui prend source dans la Forêt domaniale des Maures.
- le Pansard (rd) 14 km sur deux communes avec deux affluents et un sous-affluent chacun.

### Rang de Strahler
Le nombre de Strahler du Pansard est de trois et donc celui du Maravenne de quatre.

## Hydrologie
Son régime hydrologique est dit pluvial méridional.

### Un réseau original
Le Maravenne et son affluent le Pansard, ainsi que leurs sous-affluents, constituent un réseau d’oueds aux cours irréguliers et imprévisibles. Ils sont bordés d’une ripisylve, faune et flore, aussi abondante que fragile.

## Aménagements et écologie
La Commune ne compte pas sur le Maravenne pour son alimentation en eau mais plutôt sur le SIAEE ou Syndicat d'Alimentation en Eaux de l'Est de Toulon, et du canal de Provence en haute saison. Une STEP ou station de traitement des eaux usées est en fonction aux Bormettes de 36 000 Equivalents habitants. Une deuxième STEP sur Valcros est en fonction pour 6 000 Equivalents habitants. L'assaisinement pluvial a nécessité l'aménagement de risbermes et de bassins d'orages car le Maravenne et le Pansard fonctionnent comme des oueds.